# Ottaviano Del Turco
Ottaviano Del Turco (ur. 7 listopada 1944 w Collelongo, zm. 22 sierpnia 2024 tamże) – włoski polityk i związkowiec, minister finansów i parlamentarzysta.

## Życiorys
Przez wiele lat pozostawał etatowym działaczem związkowym w ramach Włoskiej Powszechnej Konfederacji Pracy (CGIL).
Działalność polityczną rozpoczynał we Włoskiej Partii Socjalistycznej, stając się jednym z najbliższych współpracowników Bettina Craxiego. W latach 1993–1994 był sekretarzem PSI. W 1994 został posłem do Izby Deputowanych XII kadencji. W tym samym roku po tzw. aferze Tangentopoli, która doprowadziła do upadku PSI, znalazł się wśród założycieli Socjalistów Włoskich. W 1996 uzyskał mandat senatora XIII kadencji, stając na czele parlamentarnej komisji antymafijnej. W 1998 współtworzył nowe ugrupowanie pod nazwą Włoscy Demokratyczni Socjaliści.
W drugim rządzie Giuliana Amato od 25 kwietnia 2000 do 11 czerwca 2001 sprawował urząd ministra finansów Republiki Włoskiej. W 2001 został senatorem XIV kadencji, a trzy lata później w wyborach do Parlamentu Europejskiego uzyskał mandat europosła. W PE zasiadał tylko przez rok, rezygnując z tej funkcji po wygraniu wyborów na urząd prezydenta regionu Abruzja.
W 2007 po decyzji władz SDI sprzeciwiającej się akcesowi do Partii Demokratycznej, odszedł z tego ugrupowania, zakładając ze swoimi zwolennikami Sojusz Reformistów. W tym samym roku wszedł też w skład rady naczelnej PD.
W lipcu 2008 został zatrzymany i osadzony w areszcie domowym w związku z zarzutami dotyczącymi korupcji i defraudacji. Trzy dni później zrezygnował ze stanowiska w administracji regionalnej oraz z członkostwa we władzach krajowych Partii Demokratycznej. W 2018 został ostatecznie skazany na karę 3 lat i 11 miesięcy pozbawienia wolności.